# 梁綱
梁 綱（りょう こう、? - 197年）は、中国の後漢時代末期の武将。

## 正史の事跡
袁術配下の将。建安2年（197年）9月、曹操が自ら陳国に進攻してきた袁術を討伐すると、袁術は大将軍橋蕤に加え、李豊・梁綱・楽就の3将を陳国に残留させ（『後漢書』袁術伝によると、大将軍張勲も留まったとされる）、自分だけ淮南へ逃げ帰った。梁綱は、他の将軍たちと共に曹操軍を迎撃したが、敗北して戦死した。

## 物語中の事跡
小説『三国志演義』では、何らかの事情で改名され、「梁剛」として登場する。李豊・楽就と共に呂布討伐の際に各軍の督戦官を務める。曹操らが寿春に攻め込んでくると、淮水を渡って逃れようとする袁術の命により、梁剛は李豊・楽就・陳紀と共に寿春城を固守している。しかし、曹操軍の猛攻の前に城は陥落し、梁剛らは城内の市場へ引き出されて斬首されてしまう。